# Ђанлуиђи Бонели
Ђовани Луиђи Бонели (итал. Giovanni Luigi Bonelli; Милано, 22. децембар 1908 — Алесандрија, 12. јануар 2001), познат као Ђанлуиђи (итал. Gianluigi), био је италијански карикатуриста, аутор и издавач стрипова.
Заједно са Аурелијом Галепинијем, створио је лик Текса Вилера 1948. године. Такође је оснивач италијанске издавачке куће Серђо Бонели едиторе.

## Биографија
Рођен је 1908. године у Милану. Основао је издавачку кућу Едициони аудаче 1940. године, која ће касније бити позната под називом Серђо Бонели едиторе.
Године 1948, осмислио је стрип јунаке Окија Купоа (итал. Occhio Cupo) и Текса Вилера (оба лика је графички представио Галепини). Текс Вилер је један од најпознатијих и најпрепознатљивијих ликова с италијанске стрип сцене. Стрипови о њему су превођени на више светских језика.
Ђанлуиђи је такође написао неколико почетних епизода о Загору (6—10. и 13—14. епизода из редовне серије). Све до своје смрти је надгледао производњу Текса. Преминуо је 2001. године у Алесандрији.
Његов син Серђо Бонели (1932—2011) такође је био сценариста и издавач стрипова.